# Griselinia racemosa
Griselinia racemosa är en tvåhjärtbladig växtart som först beskrevs av Rodolfo Amando Philippi, och fick sitt nu gällande namn av Paul Hermann Wilhelm Taubert. Griselinia racemosa ingår i släktet Griselinia och familjen Griseliniaceae. Inga underarter finns listade.

## Bildgalleri

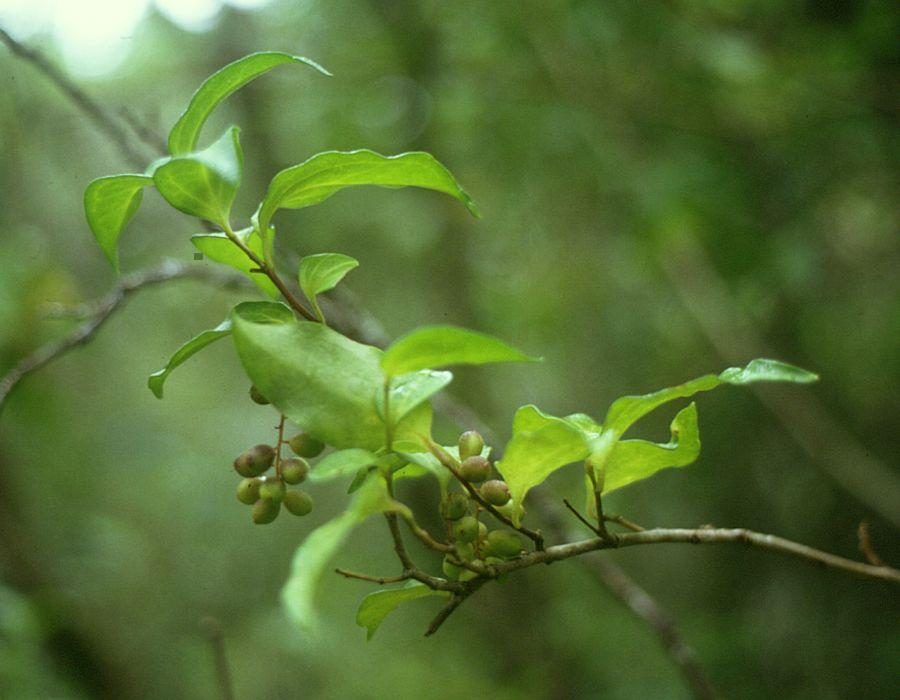